# Dictyophara eifeliana
Dictyophara eifeliana är en insektsart som beskrevs av Dlabola 1994. Dictyophara eifeliana ingår i släktet Dictyophara och familjen Dictyopharidae. Inga underarter finns listade i Catalogue of Life.